# Woiwodschaft Włocławek

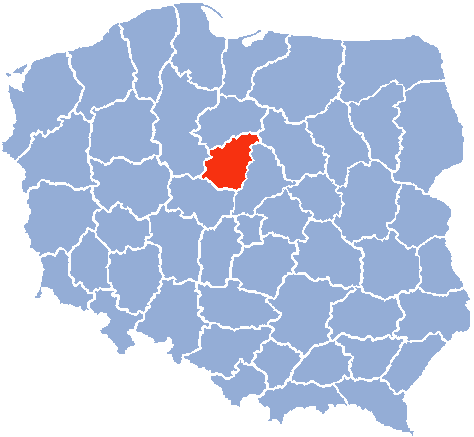
Politische Karte Polens, Woiwodschaft Włocławek rot hervorgehoben

Die Woiwodschaft Włocławek war in den Jahren 1975 bis 1998 eine polnische Verwaltungseinheit. Im Zuge einer Verwaltungsreform, die am 1. Januar 1999 in Kraft trat, ging sie in der heutigen Woiwodschaft Kujawien-Pommern aufging. Hauptstadt war Włocławek.
Bedeutende Städte waren (Einwohnerzahlen von 1995):
- Włocławek (123.100)

## Einwohnerentwicklung der Woiwodschaft
- 1975 - 403 200
- 1980 - 413 400
- 1985 - 425 900
- 1990 - 429 400
- 1995 - 435 000
- 1998 - 434 700